# Apospasta deprivata
Apospasta deprivata là một loài bướm đêm trong họ Noctuidae.